# Jacob Sisters
Les Jacob Sisters sont un groupe de chanteuses allemandes, composée des sœurs Johanna (née en 1939), Rosi (née en 1941), Eva (née en 1943) et Hannelore Jacob (née en 1944, morte le 17 mai 2008 à Neu-Isenburg).

## Biographie
Les quatre sœurs viennent de Schmannewitz, un quartier de Dahlen (Saxe). Elles commencent à chanter dans leur quartier alors qu'elles sont enfants sous le nom de "Schmannewitzer Heidelerchen". Elles viennent ensuite à Leipzig. Elles s'inscrivent au conservatoire de Weimar puis arrivent en Allemagne fédérale en 1958 et continuent leurs études à Francfort.
Lia Wöhr les invite lors d'une émission télévisée qui lui est consacrée. En 1963, elles obtiennent leur plus grand succès, Gartenzwerg-Marsch (Adelbert, Adelbert, schenk mir einen Gartenzwerg …), une reprise de Billy Sanders. Elles ne s'appellent pas alors les Jacob Sisters.
Leur succès à l'international leur permet de faire des concerts à New York et à Las Vegas dans les années 1960, à côté de Louis Armstrong, Sammy Davis, Jr. et Duke Ellington. Elles portent alors le nom de "Jacob Sisters". Elles sont accompagnées par des caniches blancs, qui deviennent leur mascotte.
À la fin des années 1990 et au début des années 2000, elles sont les grandes invitées du Theater Madame Lothar à Brême. Elles se produisent aussi dans des émissions de radio et de télévision consacrées à la chanson comme Musikantenstadl.
Dans la nuit du 17 mai 2008, Hannelore Jacob meurt d'une insuffisance cardiaque due à une pneumonie. Les trois autres sœurs prennent la décision de continuer à chanter. Puis Johanna est atteinte de démence et vit dans une maison de retraite. Eva Jacob se produit de temps en temps à la télévision.

## Discographie
Singles
- 1964 : Träume der Liebe/So einen Boy (CBS 1459)
- 1965 : Ein Cowboy der braucht Liebe/Liebe muss kein Märchen sein (CBS 1706)
- 1965 : Was hab ich dir getan/Tut mir leid Jonny Boy (CBS 1850) (sous le nom de Jacob Sisters)
- 1965 : Am blauen See, im grünen Tal/Vier verliebte Mädchen (CBS 1908)
- 1966 : Gartenzwergmarsch/Ahoi Ohe(NL) (CBS 1971)
- 1966 : Gartenzwerg-Marsch/Vier verliebte Mädchen (GER) (CBS S 2106)
- 1966 : Wenn die Musik erklingt/Junge Liebe rostet nicht (CBS 2137)
- 1966 : So ist ein Boy/Stop Stop Stop My Darling (CBS 2215)
- 1967 : Wir hab’n zu Haus kein Swimming Pool/Weil wir so musikalisch sind (CBS 2373)
- 1967 : Happy HongKong/Sonne und Regen (CBS 2758)
- 1967 : In jedem Manne steckt ein Kind/Drei Farben der Liebe (CBS 2882)
- 1967 : Die alte Eisenbahn/Rennsteig-Lied (CBS 2906)
- 1968 : La La La/Happy End im Dixieland (CBS 3422)
- 1968 : Mit dem Pfeil und Bogen/Das glücklichste Mädchen der Welt (CBS 3530)
- 1968 : Wärst Du Dussel doch im Dorf geblieben/La La La (CBS 3539) (sous le nom de Schmannewitzer Heidelerchen)
- 1969 : Klatsch Klatsch Schenkelchen/Gilbert (CBS 3663) (avec Insterburg & Co)
- 1969 : Gartenzwerg EP (CBS 3795)
- 1969 : So schnell geht die Liebe vorbei/Jacob Sister Song (CBS 3976) (sous le nom de Jacob Sisters)
- 1969 : Auf dem Wege nach Aschaffenburg/Pudel Song (CBS 4249) (sous le nom de Jacob Sisters)
- 1970 : Halli Hallo/Ein kleines Haus auf dem Lande (Vogue DV 11122) (sous le nom de Jacob Sisters)
- 1977 : Ticke, Ticke Tacke … Jeder Hat ’Ne Macke / Kille, Kille Hier, Kille, Kille Da (Ariola) (sous le nom de Jacob Sisters)
- 1980 : Sing mei Sachse sing/Lieber vollschlank sein (Ariola 101822)
- 1982 : Die Ballade von der Pellkartoffel und dem Hering/Gartenzwerg-Marsch
- 1982 : Ein bisschen Licht, ein bisschen Luft, ein bisschen Sonnenschein
- 1984 : Heut' regiert der Fussball/Hausfrauen-Rock (Arminia SRI 45257)
- 1995 : Mollige Frauen sind sexy
- 2010 : Es könnte gar nicht schöner sein (Rare Bird Records)

## Filmographie
- 1965: Dr. Murkes gesammelte Nachrufe
- 1968: Un quatuor dans un lit (de) (Quartett im Bett)
- 2008: Polly Adler (série TV)